# Ligue des champions masculine de l'EHF 2023-2024
Navigation
2022-2023 2024-2025
La saison 2023-2024 de la Ligue des champions masculine de l'EHF est la 64e édition de la compétition, anciennement Coupe d'Europe des clubs champions. Organisée par l'EHF, elle met aux prises 16 équipes européennes.
La compétition est remportée pour la douzième fois par le FC Barcelone,, vainqueur en finale du club danois de l'Aalborg Håndbold. Battu par le THW Kiel, le club allemand du SC Magdebourg, tenant du titre, termine à la quatrième place.

## Présentation

### Modalités
La formule est identique à celle des saisons précédentes. La compétition commence par une phase de groupes où les équipes sont réparties en deux groupes de huit équipes. Les matchs sont joués dans un système de championnat avec des matchs à domicile et à l'extérieur. Les six meilleures équipes de chaque groupe se qualifient pour la suite de la compétition : les équipes classées du 3e au 6e rang jouent les barrages et les vainqueurs et deuxièmes de groupe accèdent directement aux quarts de finale.
La phase à élimination directe comprend quatre tours : les barrages, les quarts de finale et une finale à quatre comprenant deux demi-finales et la finale. En barrages, le 3e d'un groupe affronte le 6e de l'autre groupe en matchs aller-retour et 4es et 5es en font de même, le mieux classé des deux lors de la phase de poule ayant le privilège de jouer le match retour à domicile. Les quatre vainqueurs de ces barrages rejoignent en quarts de finale les vainqueurs et deuxièmes de groupe suivant le tableau prédéfini. Pour la finale à quatre, un tirage au sort détermine les oppositions en demi-finales.

### Qualifiés
Les neuf premiers championnats au classement EHF octroient une place en Ligue des champions à leur vainqueur. De plus, le championnat qui obtient le meilleur résultat en Ligue européenne sur les trois années précédentes obtient une place supplémentaire (notée LE dans le tableau ci-dessous).
Ainsi, conformément au coefficient EHF établi pour la saison 2023-2024, les champions nationaux suivants sont qualifiés :
| Rang | Pays              | Équipe              | Statut                                                 |
| ---- | ----------------- | ------------------- | ------------------------------------------------------ |
| 1    | Espagne           | FC Barcelone        | Champion d'Espagne 2022-2023                           |
| 2    | Allemagne         | THW Kiel            | Champion d'Allemagne 2022-2023                         |
| 3    | France            | Paris Saint-Germain | Champion de France 2022-2023                           |
| 4    | Hongrie           | Veszprém KSE        | Champion de Hongrie 2022-2023                          |
| 5    | Danemark          | GOG Håndbold        | Champion du Danemark 2022-2023                         |
| 6    | Pologne           | KS Kielce           | Champion de Pologne 2022-2023                          |
| 7    | Portugal          | FC Porto            | Champion du Portugal                                   |
| 8    | Macédoine du Nord | Eurofarm Pelister   | Champion de Macédoine du Nord                          |
| 9    | Slovénie          | RK Celje            | Champion de Slovénie                                   |
| LE   | Allemagne         | SC Magdebourg       | Vice-champion d'Allemagne 2022-2023 et tenant du titre |

### Équipes ayant sollicité une invitation
Parallèlement aux clubs directement qualifiés, sept places sont attribuées par l'EHF sur dossier (Wild-Card) en fonction de plusieurs critères :
- qualité de la salle (capacité, qualité du terrain, commodités pour les supporters et les médias, loges VIP...) ;
- contrats de diffusion TV des pays concernés ;
- spectateurs (nombre, ambiance...) ;
- performances dans les compétitions européennes dans le passé ;
- product management et digital.

Hormis l'Allemagne qui compte un deuxième qualifié automatique en vertu de ses performances en Ligue européenne, les fédérations peuvent demander un surclassement (« upgrade ») pour une équipe qualifiée en Ligue européenne.
Le 23 juin, la Fédération européenne de handball dévoile les dix équipes candidates à une invitation puis le mardi 20 juin, elle publie la liste des six clubs retenus:
| Rang | Pays     | Équipe               | Statut                              | Décision   |
| ---- | -------- | -------------------- | ----------------------------------- | ---------- |
| 3    | France   | Montpellier Handball | Vice-champion de France 2022-2023   | Retenu     |
| 4    | Hongrie  | SC Pick Szeged       | Vice-champion de Hongrie 2022-2023  | Retenu     |
| 5    | Danemark | Aalborg Håndbold     | Vice-champion du Danemark 2022-2023 | Retenu     |
| 6    | Pologne  | Wisła Płock          | Vice-champion de Pologne 2022-2023  | Retenu     |
| 7    | Portugal | Sporting CP          | Vice-champion du Portugal           | Non retenu |
| 10   | Roumanie | Dinamo Bucarest      | Champion de Roumanie                | Non retenu |
| 12   | Norvège  | Kolstad Håndball     | Champion de Norvège                 | Retenu     |
| 14   | Croatie  | RK Zagreb            | Champion de Croatie                 | Retenu     |
| 15   | Suède    | IFK Kristianstad     | Champion de Suède                   | Non retenu |
| 18   | Suisse   | Kadetten Schaffhouse | Champion de Suisse                  | Non retenu |

Remarque : pour plus de détails sur le statut de chaque championnat et les équipes désignées, voir 2023 en handball#Championnats européens.
Les équipes non retenues participent à la Ligue européenne à laquelle elles étaient qualifiées.

### Calendrier
| Nom              | Dates                               | Nombre de participants |
| ---------------- | ----------------------------------- | ---------------------- |
| Phase de groupes | du 13 septembre 2023 au 6 mars 2024 | 16                     |
| Barrages         | du 27 mars au 4 avril 2024          | 8                      |
| Quarts de finale | du 24 avril au 2 mai 2024           | 8                      |
| Final Four       | 8 et 9 juin 2024                    | 4                      |

## Phase de groupes
Les équipes terminant premières ou deuxièmes de leur poule sont directement qualifiées pour les quarts de finale, les équipes classées de la 3e à la 6e place sont qualifiées pour les barrages et les équipes classées aux 7e et 8e places sont éliminées.

### Tirage au sort
Le tirage au sort est effectué le 23 juin 2023. À cette fin, l'EHF a constitué trois chapeaux de cinq ou six équipes. Les équipes d'un même pays sont obligatoirement dans deux groupes différents.
- FC Barcelone
- THW Kiel
- KS Kielce
- Paris Saint-Germain
- GOG Håndbold
- Veszprém KSE

- SC Magdebourg
- Wisła Płock
- Montpellier Handball
- Aalborg Håndbold
- SC Pick Szeged

- FC Porto
- Kolstad Håndball
- RK Celje
- RK Eurofarm Pelister
- RK Zagreb

### Groupe A
| Rang | Équipe               | Pts | J  | G  | N | P  | Bp  | Bc  | Diff | Qualification    |  | THW   | AAL   | PAR   | KIE   | ZAG   | SZE   | KOL   | PEL   |
| ---- | -------------------- | --- | -- | -- | - | -- | --- | --- | ---- | ---------------- |  | ----- | ----- | ----- | ----- | ----- | ----- | ----- | ----- |
| 1    | THW Kiel             | 22  | 14 | 10 | 2 | 2  | 410 | 379 | +31  | Quarts de finale |  | —     | 18–27 | 26–24 | 35–31 | 33–22 | 35–32 | 26–25 | 29–23 |
| 2    | Aalborg Håndbold     | 19  | 14 | 8  | 3 | 3  | 430 | 382 | +48  | Quarts de finale |  | 27–27 | —     | 30–32 | 35–35 | 32–22 | 31–26 | 27–25 | 38–23 |
| 3    | Paris Saint-Germain  | 17  | 14 | 8  | 1 | 5  | 431 | 412 | +19  | Barrages         |  | 28–34 | 33–30 | —     | 35–26 | 35–31 | 37–33 | 28–28 | 31–26 |
| 4    | KS Kielce            | 16  | 14 | 6  | 4 | 4  | 413 | 402 | +11  | Barrages         |  | 36–36 | 31–34 | 30–29 | —     | 28–24 | 27–27 | 31–23 | 35–25 |
| 5    | RK Zagreb            | 14  | 14 | 6  | 2 | 6  | 373 | 373 | 0    | Barrages         |  | 23–30 | 30–30 | 28–26 | 22–22 | —     | 30–25 | 31–20 | 27–18 |
| 6    | SC Pick Szeged       | 13  | 14 | 6  | 1 | 7  | 401 | 414 | −13  | Barrages         |  | 27–28 | 34–27 | 29–31 | 26–25 | 27–26 | —     | 29–27 | 34–26 |
| 7    | Kolstad Håndball     | 11  | 14 | 5  | 1 | 8  | 393 | 401 | −8   | Éliminé          |  | 34–30 | 18–29 | 36–31 | 30–34 | 25–34 | 37–24 | —     | 34–27 |
| 8    | RK Eurofarm Pelister | 0   | 14 | 0  | 0 | 14 | 333 | 421 | −88  | Éliminé          |  | 20–23 | 28–33 | 25–31 | 21–24 | 22–23 | 27–28 | 22–31 | —     |

### Groupe B
| Rang | Équipe               | Pts | J  | G  | N | P  | Bp  | Bc  | Diff | Qualification    |  | MAG   | BAR   | VES   | MON   | GOG   | PLO   | POR   | CEL   |
| ---- | -------------------- | --- | -- | -- | - | -- | --- | --- | ---- | ---------------- |  | ----- | ----- | ----- | ----- | ----- | ----- | ----- | ----- |
| 1    | SC Magdebourg        | 24  | 14 | 12 | 0 | 2  | 439 | 384 | +55  | Quarts de finale |  | —     | 29–28 | 28–33 | 28–24 | 35–27 | 28–22 | 37–33 | 39–23 |
| 2    | FC Barcelone         | 22  | 14 | 11 | 0 | 3  | 473 | 409 | +64  | Quarts de finale |  | 32–20 | —     | 36–41 | 34–37 | 38–30 | 32–25 | 40–33 | 39–30 |
| 3    | Veszprém KSE         | 20  | 14 | 10 | 0 | 4  | 489 | 436 | +53  | Barrages         |  | 28–30 | 30–31 | —     | 33–31 | 34–31 | 28–21 | 44–34 | 41–31 |
| 4    | Montpellier Handball | 14  | 14 | 7  | 0 | 7  | 411 | 396 | +15  | Barrages         |  | 25–28 | 25–30 | 31–37 | —     | 36–25 | 30–28 | 35–24 | 32–21 |
| 5    | GOG Håndbold         | 13  | 14 | 6  | 1 | 7  | 429 | 445 | −16  | Barrages         |  | 25–32 | 23–30 | 36–30 | 32–27 | —     | 32–32 | 35–27 | 38–36 |
| 6    | Wisła Płock          | 11  | 14 | 5  | 1 | 8  | 376 | 386 | −10  | Barrages         |  | 26–28 | 25–28 | 37–30 | 22–18 | 26–30 | —     | 29–28 | 30–25 |
| 7    | FC Porto             | 8   | 14 | 4  | 0 | 10 | 409 | 480 | −71  | Éliminé          |  | 31–40 | 30–38 | 26–40 | 25–29 | 32–31 | 24–23 | —     | 32–30 |
| 8    | RK Celje             | 0   | 14 | 0  | 0 | 14 | 400 | 490 | −90  | Éliminé          |  | 27–37 | 31–37 | 33–40 | 29–31 | 30–34 | 25–30 | 29–30 | —     |

## Phase à élimination directe
|  | Barrage | Barrage              | Barrage | Barrage  |    |                      | Quart de finale | Quart de finale | Quart de finale | Quart de finale |
|  |         |                      |         |          |    |                      |                 |                 |                 |                 |
|  |         |                      |         |          |    |                      |                 |                 |                 |                 |
|  | A5      | RK Zagreb            | 27      | 24       |    |                      |                 |                 |                 |                 |
|  | A5      | RK Zagreb            | 27      | 24       |    |                      |                 |                 |                 |                 |
|  | B4      | Montpellier Handball | 27      | 30       |    |                      |                 |                 |                 |                 |
|  | B4      | Montpellier Handball | 27      | 30       | B4 | Montpellier Handball | 39              | 21              |                 |                 |
|  |         |                      |         |          | B4 | Montpellier Handball | 39              | 21              |                 |                 |
|  |         |                      | A1      | THW Kiel | 30 | 31                   |                 |                 |                 |                 |
|  |         |                      |         |          | 30 | 31                   |                 |                 |                 |                 |
|  |         |                      |         |          |    |                      |                 |                 |                 |                 |
|  |         |                      |         |          |    |                      |                 |                 |                 |                 |
|  |         |                      |         |          |    |                      |                 |                 |                 |                 |

|  | Barrage | Barrage      | Barrage | Barrage       |    |           | Quart de finale | Quart de finale | Quart de finale | Quart de finale |
|  |         |              |         |               |    |           |                 |                 |                 |                 |
|  |         |              |         |               |    |           |                 |                 |                 |                 |
|  | B5      | GOG Håndbold | 25      | 28            |    |           |                 |                 |                 |                 |
|  | B5      | GOG Håndbold | 25      | 28            |    |           |                 |                 |                 |                 |
|  | A4      | KS Kielce    | 33      | 33            |    |           |                 |                 |                 |                 |
|  | A4      | KS Kielce    | 33      | 33            | A4 | KS Kielce | 27              | 22              |                 |                 |
|  |         |              |         |               | A4 | KS Kielce | 27              | 22              |                 |                 |
|  |         |              | B1      | SC Magdebourg | 26 | 23        |                 |                 |                 |                 |
|  |         |              |         |               | 26 | 23        |                 |                 |                 |                 |
|  |         |              |         |               |    |           |                 |                 |                 |                 |
|  |         |              |         |               |    |           |                 |                 |                 |                 |
|  |         |              |         |               |    |           |                 |                 |                 |                 |

|  | Barrage | Barrage        | Barrage | Barrage          |    |              | Quart de finale | Quart de finale | Quart de finale | Quart de finale |
|  |         |                |         |                  |    |              |                 |                 |                 |                 |
|  |         |                |         |                  |    |              |                 |                 |                 |                 |
|  | A6      | SC Pick Szeged | 30      | 32               |    |              |                 |                 |                 |                 |
|  | A6      | SC Pick Szeged | 30      | 32               |    |              |                 |                 |                 |                 |
|  | B3      | Veszprém KSE   | 37      | 39               |    |              |                 |                 |                 |                 |
|  | B3      | Veszprém KSE   | 37      | 39               | B3 | Veszprém KSE | 32              | 28              |                 |                 |
|  |         |                |         |                  | B3 | Veszprém KSE | 32              | 28              |                 |                 |
|  |         |                | A2      | Aalborg Håndbold | 31 | 33           |                 |                 |                 |                 |
|  |         |                |         |                  | 31 | 33           |                 |                 |                 |                 |
|  |         |                |         |                  |    |              |                 |                 |                 |                 |
|  |         |                |         |                  |    |              |                 |                 |                 |                 |
|  |         |                |         |                  |    |              |                 |                 |                 |                 |

|  | Barrage | Barrage             | Barrage | Barrage      |    |                     | Quart de finale | Quart de finale | Quart de finale | Quart de finale |
|  |         |                     |         |              |    |                     |                 |                 |                 |                 |
|  |         |                     |         |              |    |                     |                 |                 |                 |                 |
|  | B6      | Wisła Płock         | 26      | 33           |    |                     |                 |                 |                 |                 |
|  | B6      | Wisła Płock         | 26      | 33           |    |                     |                 |                 |                 |                 |
|  | A3      | Paris Saint-Germain | 30      | 34           |    |                     |                 |                 |                 |                 |
|  | A3      | Paris Saint-Germain | 30      | 34           | A3 | Paris Saint-Germain | 22              | 31              |                 |                 |
|  |         |                     |         |              | A3 | Paris Saint-Germain | 22              | 31              |                 |                 |
|  |         |                     | B2      | FC Barcelone | 30 | 32                  |                 |                 |                 |                 |
|  |         |                     |         |              | 30 | 32                  |                 |                 |                 |                 |
|  |         |                     |         |              |    |                     |                 |                 |                 |                 |
|  |         |                     |         |              |    |                     |                 |                 |                 |                 |
|  |         |                     |         |              |    |                     |                 |                 |                 |                 |

### Barrages
Les barrages aller ont lieu les mercredi 27 et jeudi 28 mars 2024. Les matchs retour se déroulent la semaine suivante, les mercredi 3 et jeudi 4 avril.
| Équipe         | Aller   | Total   | Retour  | Équipe               |
| -------------- | ------- | ------- | ------- | -------------------- |
| Wisła Płock    | 26 – 30 | 59 – 64 | 33 – 34 | Paris Saint-Germain  |
| SC Pick Szeged | 30 – 37 | 62 – 76 | 32 – 39 | Veszprém KSE         |
| GOG Håndbold   | 25 – 33 | 53 – 66 | 28 – 33 | KS Kielce            |
| RK Zagreb      | 27 – 27 | 51 – 57 | 24 – 30 | Montpellier Handball |

### Quarts de finale
Les quarts de finale aller sont prévus les 24 et 25 avril 2024 et les matchs retour la semaine suivante, les 1er et 2 mai.
| Équipe               | Aller   | Total            | Retour  | Équipe           |
| -------------------- | ------- | ---------------- | ------- | ---------------- |
| Montpellier Handball | 39 – 30 | 60 – 61          | 21 – 31 | THW Kiel         |
| KS Kielce            | 27 – 26 | 49 – 49 3 – 4tab | 22 – 23 | SC Magdebourg    |
| Veszprém KSE         | 32 – 31 | 60 – 64          | 28 – 33 | Aalborg Håndbold |
| Paris Saint-Germain  | 22 – 30 | 53 – 62          | 31 – 32 | FC Barcelone     |

| 24 avril 2024 20h45 | Montpellier Handball | 39 – 30   | THW Kiel         | Palais des sports René-Bougnol, Montpellier Affluence : 3 000 Arbitrage : Lah, Sok |
| 24 avril 2024 20h45 | Lenne et Pellas 7    | (20 – 16) | Eric Johansson 8 | Palais des sports René-Bougnol, Montpellier Affluence : 3 000 Arbitrage : Lah, Sok |
| 24 avril 2024 20h45 | ×1 ×3 ×1             | EHF       | ×1 ×5            | Palais des sports René-Bougnol, Montpellier Affluence : 3 000 Arbitrage : Lah, Sok |

| 2 mai 2024 18h45 | THW Kiel         | 31 – 21 | Montpellier Handball | Wunderino Arena, Kiel Affluence : 8 513 Arbitrage : Jørum, Kleven |
| 2 mai 2024 18h45 | Eric Johansson 8 | (17–12) | Lucas Pellas 6       | Wunderino Arena, Kiel Affluence : 8 513 Arbitrage : Jørum, Kleven |
| 2 mai 2024 18h45 | ×1 ×4 ×1         | EHF     | ×7                   | Wunderino Arena, Kiel Affluence : 8 513 Arbitrage : Jørum, Kleven |

Le THW Kiel est qualifié sur un score total de 61 à 60
| 24 avril 2024 18h45 | KS Kielce         | 27 – 26   | SC Magdebourg | Hala Legionów, Kielce Affluence : 4 200 Arbitrage : Nikolov, Nachevski |
| 24 avril 2024 18h45 | Alex Dujshebaev 8 | (14 – 13) | Felix Claar 8 | Hala Legionów, Kielce Affluence : 4 200 Arbitrage : Nikolov, Nachevski |
| 24 avril 2024 18h45 | ×2 ×1             | EHF       | ×1            | Hala Legionów, Kielce Affluence : 4 200 Arbitrage : Nikolov, Nachevski |

| 1 mai 2024 20h45 | SC Magdebourg         | 27 – 25 (tab)    | KS Kielce                   | GETEC Arena, Magdebourg Affluence : 6 600 Arbitrage : Kurtagic, Wetterwik |
| 1 mai 2024 20h45 | Ómar Ingi Magnússon 8 | (11 – 13, 23-22) | Alex et Daniel Dujshebaev 4 | GETEC Arena, Magdebourg Affluence : 6 600 Arbitrage : Kurtagic, Wetterwik |
| 1 mai 2024 20h45 | Tab : 4-3             |                  |                             | GETEC Arena, Magdebourg Affluence : 6 600 Arbitrage : Kurtagic, Wetterwik |
| 1 mai 2024 20h45 | ×2 ×4                 | EHF              | ×1 ×3                       | GETEC Arena, Magdebourg Affluence : 6 600 Arbitrage : Kurtagic, Wetterwik |

Le SC Magdebourg est qualifié après jets de 7 m sur un score total de 53 à 52
| 25 avril 2024 18h45 | Veszprém KSE   | 32 – 31   | Aalborg Håndbold | Veszprém Aréna, Veszprém Affluence : 5 250 Arbitrage : Covalciuc, Covalciuc |
| 25 avril 2024 18h45 | Nedim Remili 6 | (12 – 17) | quatre joueurs 4 | Veszprém Aréna, Veszprém Affluence : 5 250 Arbitrage : Covalciuc, Covalciuc |
| 25 avril 2024 18h45 | ×4             | EHF       | ×2               | Veszprém Aréna, Veszprém Affluence : 5 250 Arbitrage : Covalciuc, Covalciuc |

| 1 mai 2024 18h45 | Aalborg Håndbold      | 33 – 28   | Veszprém KSE      | Gigantium, Aalborg Affluence : 5 500 Arbitrage : Boričić, Marković |
| 1 mai 2024 18h45 | Mads Hoxer Hangaard 9 | (18 – 14) | Mikita Vailupau 6 | Gigantium, Aalborg Affluence : 5 500 Arbitrage : Boričić, Marković |
| 1 mai 2024 18h45 | ×1 ×4                 | EHF       | ×2 ×5             | Gigantium, Aalborg Affluence : 5 500 Arbitrage : Boričić, Marković |

Le Aalborg Håndbold est qualifié sur un score total de 64 à 60.
| 25 avril 2024 20:45 | Paris Saint-Germain | 22 – 30   | FC Barcelone | Stade Pierre-de-Coubertin, Paris Affluence : 3 339 Arbitrage : Schulze, Tönnies |
| 25 avril 2024 20:45 | Kamil Syprzak 7     | (14 – 11) | Dika Mem 7   | Stade Pierre-de-Coubertin, Paris Affluence : 3 339 Arbitrage : Schulze, Tönnies |
| 25 avril 2024 20:45 | ×4                  | EHF       | ×2           | Stade Pierre-de-Coubertin, Paris Affluence : 3 339 Arbitrage : Schulze, Tönnies |

| 2 mai 2024 20h45 | FC Barcelone | 32 – 31 | Paris Saint-Germain | Palau Blaugrana, Barcelone Affluence : 5 500 Arbitrage : Pavićević, Ražnatović |
| 2 mai 2024 20h45 | Dika Mem 7   | (17–12) | Elohim Prandi 10    | Palau Blaugrana, Barcelone Affluence : 5 500 Arbitrage : Pavićević, Ražnatović |
| 2 mai 2024 20h45 | ×3           | EHF     | ×6 ×2               | Palau Blaugrana, Barcelone Affluence : 5 500 Arbitrage : Pavićević, Ražnatović |

Le FC Barcelone est qualifié sur un score total de 65 à 53.

### Finale à quatre
La Finale à quatre (ou en anglais : Final Four) est programmée les 8 et 9 juin 2024 dans la Lanxess Arena de Cologne en Allemagne. 
Un tirage au sort effectué le 7 mai détermine les équipes qui s'affrontent en demi-finales.
|  | Demi-finales       | Demi-finales       |                        |    | Finale             | Finale             |
|  | Demi-finales       | Demi-finales       |                        |    | Finale             | Finale             |
|  |                    |                    |                        |    |                    |                    |
|  | 8 juin 2024, 15h15 | 8 juin 2024, 15h15 |                        |    | 9 juin 2024, 18h00 | 9 juin 2024, 18h00 |
|  | 8 juin 2024, 15h15 | 8 juin 2024, 15h15 |                        |    | 9 juin 2024, 18h00 | 9 juin 2024, 18h00 |
|  | SC Magdebourg      | 26                 |                        |    | 9 juin 2024, 18h00 | 9 juin 2024, 18h00 |
|  | SC Magdebourg      | 26                 |                        |    | 9 juin 2024, 18h00 | 9 juin 2024, 18h00 |
|  | Aalborg Håndbold   | 28                 |                        |    | 9 juin 2024, 18h00 | 9 juin 2024, 18h00 |
|  | Aalborg Håndbold   | 28                 | Aalborg Håndbold       | 30 |                    |                    |
|  | 8 juin 2024, 18h00 |                    | Aalborg Håndbold       | 30 |                    |                    |
|  |                    | FC Barcelone       | 31                     |    |                    |                    |
|  | FC Barcelone       | FC Barcelone       | 31                     | 30 |                    |                    |
|  | FC Barcelone       |                    |                        | 30 |                    |                    |
|  | THW Kiel           | 18                 |                        |    |                    |                    |
|  | THW Kiel           | 18                 | Match pour la 3e place |    |                    |                    |
|  |                    |                    |                        |    |                    |                    |
|  | 9 juin 2024, 15h15 |                    |                        |    |                    |                    |
|  |                    |                    |                        |    |                    |                    |
|  | SC Magdebourg      | 28                 |                        |    |                    |                    |
|  | SC Magdebourg      | 28                 |                        |    |                    |                    |
|  | THW Kiel           | 32                 |                        |    |                    |                    |
|  | THW Kiel           | 32                 |                        |    |                    |                    |

#### Demi-finales
| 8 juin 2024 15h00 | SC Magdebourg          | 26 – 28   | Aalborg Håndbold      | Lanxess Arena, Cologne Affluence : 19 750 Arbitrage : C. et J. Bonaventura |
| 8 juin 2024 15h00 | Ómar Ingi Magnússon 10 | (11 – 11) | Mads Hoxer Hangaard 8 | Lanxess Arena, Cologne Affluence : 19 750 Arbitrage : C. et J. Bonaventura |
| 8 juin 2024 15h00 | ×1                     | EHF       | ×2                    | Lanxess Arena, Cologne Affluence : 19 750 Arbitrage : C. et J. Bonaventura |

| 8 juin 2024 18h00 | FC Barcelone        | 30 – 18  | THW Kiel          | Lanxess Arena, Cologne Affluence : 19 750 Arbitrage : Martins, Martins |
| 8 juin 2024 18h00 | Melvyn Richardson 5 | (15 – 9) | Domagoj Duvnjak 4 | Lanxess Arena, Cologne Affluence : 19 750 Arbitrage : Martins, Martins |
| 8 juin 2024 18h00 | ×2                  | EHF      | ×2                | Lanxess Arena, Cologne Affluence : 19 750 Arbitrage : Martins, Martins |

#### Match pour la3eplace
| 9 juin 2024 15h00 | SC Magdebourg   | 28 – 32 | THW Kiel         | Lanxess Arena, Cologne Affluence : 19 750 Arbitrage : Bíró, Kiss |
| 9 juin 2024 15h00 | Lukas Mertens 7 | (14–23) | Eric Johansson 7 | Lanxess Arena, Cologne Affluence : 19 750 Arbitrage : Bíró, Kiss |
| 9 juin 2024 15h00 | ×1 ×3 ×1        | EHF     | ×1 ×8            | Lanxess Arena, Cologne Affluence : 19 750 Arbitrage : Bíró, Kiss |

#### Finale
Au terme d'une finale très serrée et d'un intense suspens, Barcelone a battu Aalborg, 31-30. Les Catalans reprennent le titre à Magdebourg, lauréat la saison dernière et ajoutent un douzième sacre dans la compétition. Les Français Dika Mem, Melvyn Richardson et Timothey N'Guessan, auteurs 21 des 30 buts barcelonais, ont eu un rôle décisif tandis que le Danois Mikkel Hansen, pour son dernier match en club, rate de peu du seul trophée qui manquait à sa carte de visite,.
| 9 juin 2024 18h00 | Aalborg Håndbold | 30 – 31 | FC Barcelone        | Lanxess Arena, Cologne Affluence : 19 750 Arbitrage : Nikolov, Nachevski |
| 9 juin 2024 18h00 | Mikkel Hansen 8  | (15–15) | Melvyn Richardson 8 | Lanxess Arena, Cologne Affluence : 19 750 Arbitrage : Nikolov, Nachevski |
| 9 juin 2024 18h00 | ×2 ×3            | EHF     | ×3                  | Lanxess Arena, Cologne Affluence : 19 750 Arbitrage : Nikolov, Nachevski |

Les statistiques du matchs sont 
| - Aalborg Håndbold - Gardiens de but : Landin 12 arrêts dont 1/4 pen., Norsten 0 dont 0/1 pen. - Joueurs de champs : Nilsson 1 but, Wiesmach, Barthold 2, Arnoldsen 5, J. Nielsen, Hald, Hoxer 7, Larsen, Vlah 2, Bjørnsen 4, Møllgaard, Antonsen 1, Juul, Hansen 8 dont 5/5 pen. - Exclusions : Vlah (7e), Hald (11e), Larsen (40e). - Entraîneur : Stefan Madsen. | - FC Barcelone - Gardiens de but : Pérez de Vargas 3 arrêts dont 0/3 pen., E. Nielsen 8 dont 0/2 pen. - Joueurs de champs : Carlsbogard 2 buts, Mem 7, Ariño, Wanne 1, Janc 2, N'Guessan 6, Gomez 2 dont 0/1 pen., Petrus, Makuc, Langaro, Richardson 8 dont 4/4 pen., Frade 2, P. Cikusa 1, Rodriguez. - Exclusions : Petrus (50e), Mem (57e, 60e). - Entraîneur : Carlos Ortega. |

L'évolution du score est  :
- première mi-temps : 2-4 (5e), 6-7 (10e), 8-8 (15e), 8-10 (20e), 12-12 (25e), 15-15 ;
- deuxième mi-temps : 18-18 (35e), 20-21 (40e), 22-23 (45e), 25-25 (50e), 27-29 (55e), 30-31 (FIN)

Par ailleurs, le Français Melvyn Richardson a été élu MVP de la finale à quatre.

## Les champions d'Europe
| Champion d'Europe - Ligue des champions 2023-2024 FC Barcelone 12e titre |

Le FC Barcelone est officiellement qualifié pour le Super Globe, son effectif était :

## Statistiques et récompenses

### Meilleurs buteurs
Au terme de la compétition, les meilleurs buteurs sont :
| Rang | Joueur                     | Club                | Buts | Tirs | %      | MJ |
| ---- | -------------------------- | ------------------- | ---- | ---- | ------ | -- |
| 1    | Kamil Syprzak              | Paris Saint-Germain | 112  | 140  | 80,0 % | 17 |
| 2    | Dika Mem                   | FC Barcelone        | 106  | 151  | 70,2 % | 18 |
| 3    | Emil Wernsdorf Madsen (de) | GOG Håndbold        | 098  | 163  | 60,1 % | 15 |
| 4    | Ómar Ingi Magnússon        | SC Magdebourg       | 098  | 143  | 68,5 % | 18 |
| 5    | Mads Hoxer Hangaard (en)   | Aalborg Håndbold    | 096  | 153  | 62,8 % | 18 |
| 6    | Aaron Mensing (en)         | GOG Håndbold        | 093  | 150  | 62,0 % | 16 |
| 7    | Niclas Ekberg              | THW Kiel            | 092  | 131  | 70,2 % | 18 |
| 8    | Mario Šoštarić (en)        | SC Pick Szeged      | 088  | 117  | 75,2 % | 16 |
| 9    | Mitja Janc (en)            | RK Celje            | 087  | 137  | 63,5 % | 16 |
| 10   | Elohim Prandi              | Paris Saint-Germain | 087  | 131  | 66,4 % | 16 |

### Meilleurs gardiens
Au terme de la compétition, les meilleurs gardiens (en pourcentage d'arrêts) sont :
| Rang | Joueur                  | Club                 | %       | Arrêts | Tirs | MJ |
| ---- | ----------------------- | -------------------- | ------- | ------ | ---- | -- |
| 1    | Emil Nielsen            | FC Barcelone         | 34,57 % | 159    | 460  | 18 |
| 2    | Andreas Wolff           | KS Kielce            | 34,18 % | 121    | 354  | 11 |
| 3    | Charles Bolzinger       | Montpellier Handball | 31,63 % | 099    | 313  | 17 |
| 4    | Matej Mandić (en)       | RK Zagreb            | 31,59 % | 157    | 497  | 16 |
| 5    | Nikola Portner          | SC Magdebourg        | 31,27 % | 086    | 275  | 13 |
| 6    | Niklas Landin Jacobsen  | Aalborg Håndbold     | 31,09 % | 157    | 505  | 17 |
| 7    | Torbjørn Bergerud       | Kolstad Håndball     | 30,75 % | 143    | 465  | 13 |
| 8    | Tobias Thulin (en)      | GOG Håndbold         | 30,72 % | 176    | 573  | 16 |
| 9    | Gonzalo Pérez de Vargas | FC Barcelone         | 30,61 % | 090    | 294  | 18 |
| 10   | Samir Bellahcene        | THW Kiel             | 30,45 % | 102    | 335  | 15 |